# Sebastian Widman
Sebastian "Basse" Widman, född 27 mars 1984 i Lysekil, Sverige, är en svensk programledare i radio och företagare. Widman driver under 2024 tre av de största Instagram-kontona i Sverige med totalt över 2 miljoner följare.
Sebastian är uppvuxen i Kolsva, Köpings kommun. Han utbildade sig till radiopratare på en radioskola i Båstad Eter praktik på radio började han jobba på Rix FM, först som trafik- och väderpresentatör och sedan programledare för "Rix Top 6 klockan 6". Han arbetade därefter som producent för Rix Morron Zoo. 2020 skapade han Instagram-kontot "Sveriges roligaste barn". Sedan 2021 är han programledare på NRJ Morgon.